# Krichelenturm

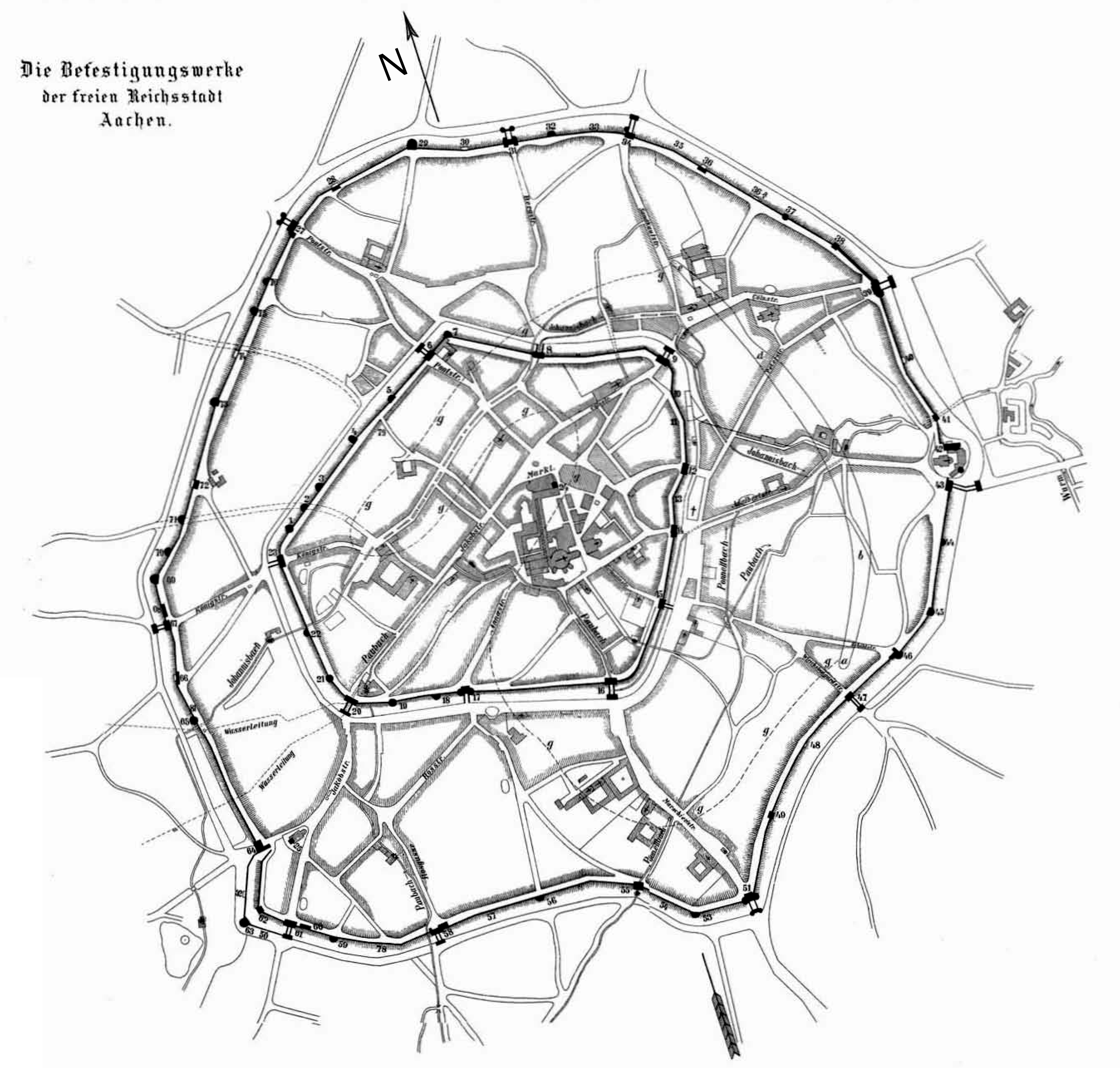
Overzicht van de vestingwerken in Aken. Nummer 49 is de Krichelenturm.

De Krichelenturm was een weertoren en maakte deel uit van de tussen 1257 en 1357 gebouwde buitenste stadsmuren van de Duitse stad Aken. De waltoren bestaat niet meer.

## Locatie
In de buitenste ringmuur stond de Krichelenturm in het zuidzuidoosten tussen de Wirichsbongardstor (in het noordoosten) en de Marschiertor (in het zuidwesten). Ze bevond zich nabij wat nu de Wallstraße is. Tussen de Krichelenturm en de Wirichsbongardstor bevond zich een erker van de Akense stadsmuren. Tussen de Krichelenturm en de Marschiertor bevond zich ook een erker van de Akense stadsmuren. De Krichelenturm stond op een kleine heuvel die de Krichelenberg genoemd werd.

## Geschiedenis
De bouwdatum van de Krichelenturm werd niet overgeleverd, maar werd vermoedelijk opgetrokken in de 13e of 14e eeuw aangezien in de periode van 1257 tot 1357 de buitenste stadsmuur gebouwd werd.
De naam van de toren is afgeleid van de oud-Akense term "Heijkrischele" of "Kreschelen", tegenwoordig krekels of sprinkhanen genoemd. Op de Krichelenberg die als weidevlakte werd gebruikt voor het hoeden van vee, leefden een grote hoeveelheid van deze insecten. Zij gaven niet alleen de naam aan de heuvel, maar ook de naam aan de toren.
De toren werd vermoedelijk als gevolg van Napoleons instructies om de militaire betekenis van Aken te minimaliseren tijdens de Franse bezetting van Aken, in het eerste kwart van de 19e eeuw afgebroken. Toen zijn er grote delen van de stadsmuren geslecht.

## Beschrijving
Het torengebouw betrof een rechthoekige schelptoren met meerdere verdiepingen. Het had een diepte van 11,2 meter en een breedte van 9,4 meter. De toren werd op de muurkroon, zodat de begane grond zich op deze hoogte bevond en vanaf de wal uit betreden kon worden. Een trap maakte de toegang tot de daarboven liggende verdieping mogelijk. Er waren vier schietluiken in het onderste gedeelte en ook talrijke kleine luiken in de bovenverdieping, die het mogelijk maakten het gebouw te verdedigen. Opvallend waren twee kunstgesmede aangebrachte versieringen, die op het dak van het gebouw aangebracht waren.